# Katalán építészek listája
A lista a katalán származású, vagy Katalóniában alkotó építészek közül válogatott személyeket sorolja fel.
A spanyol és katalán névadás sajátossága, hogy az apa és az anya vezetékneve is megjelenik a névben, az utóbbi egy y (spanyol), vagy i (katalán) betű után. Ez a teljes név azonban gyakori, hogy csak a hivatalos iratokban, lexikonokban használatos, a hétköznapi életben nem (kb. mint sok esetben a magyaroknál a második keresztnév). A betűrendbe rendezés során azonban csak az apai vezetéknév kap hangsúlyt, vagyis Oriol Bohigas i Guardiola előrébb van a névsorban, mint Josep Puig i Cadafalch. A szócikkek címe is a hétköznap viselt névalak, például Francesc Mitjans, és a teljes név csak a cikkben olvasható: Francesc Mitjans i Miró.
Ugyanakkor előfordul, hogy az egyértelműsítés érdekében a teljes név válik a szócikk címévé, például Antoni Rovira i Trias (építész), Antoni Rovira i Rabassa (építész) és Antoni Rovira i Virgili (politikus, újságíró) esetében. Lásd még: spanyol személynevek.

## A-K
- Josep Miquel Abad i Silvestre (1946- ) (wd)
- Guillem Abiell (14.-15. század) (wd)
- Josep Alemany (Josep Alemany i Juvé1890-1975) (wd)
- Roser Amadó (Roser Amadó i Cercós 1944-) (wd)
- Berenguer de Montagut (14. század) (wd)
- Francesc Berenguer (Francesc Berenguer i Mestres 1866-1914) (wd)
- Pere Blai (1553-1621) (wd)
- Ricardo Bofill (Ricard Bofill i Leví 1939-) (wd)
- Oriol Bohigas (Oriol Bohigas i Guardiola 1925-) (wd)
- Antoni Bonet (Antoni Bonet i Castellana 1913-1989) (wd)
- Joan Bordàs (Joan Bordàs i Salellas 1888-1961) (wd)
- Carles Buïgas (Carles Buïgas i Sans 1898-1979) (wd)
- Jaume Busquets (Jaume Busquets i Mollera 1904-1968) (wd)
- Joan Busquets (1946-) (wd)
- Santiago Calatrava (Santiago Calatrava Valls 1951-)
- Pere Caselles (Pere Caselles i Tarrats 1864-1936) (wd)
- Enric Catà (Enric Catà i Catà 1878-1937) (wd)
- Ildefons Cerdà (Ildefons Cerdà i Sunyer (1815-1876)
- Josep Antoni Coderch (Josep Antoni Coderch i de Sentmenat 1913-1984) (wd)
- Pere de Coma (13. század) (wd)
- Pere Compte (néhol: Pere Comte ?-1506) (wd)
- Lluís Dilmé (Lluís Dilmé i Romagós 1960-) (wd)
- Josep Domènech (Josep Domènech i Estapà 1858-1917) (wd)
- Lluís Domènech i Montaner (1850-1923) (wd)
- Antoni de Falguera (Antoni de Falguera i Sivilla 1876-1947) (wd)
- Josep Fontserè (Josep Fontserè i Mestre 1829-1897) (wd)
- Antoni de Ferrer (Antoni de Ferrer i Corriol 1844-1909) (wd)
- Antoni Gaudí (Antoni Gaudí i Cornet 1852-1926)
- Montserrat Giné (?) (wd)
- Lluís Homs (Lluís Homs i Moncusí 1868-1956) (wd)

## L-Z
- Joaquim Lloret (Joaquim Lloret i Homs 1890-1988) (wd)
- Josep Maria Jujol (Josep Maria Jujol i Gibert 1879-1949) (wd)
- Manuel Martín Madrid (1938) (wd)
- Joan Margarit (Joan Margarit i Consarnau 1938–2021) (wd)
- Rafael Marquina (Rafael Marquina i Audouard 1921-2013) (wd)
- Cèsar Martinell (Cèsar Martinell i Brunet 1888-1973) (wd)
- Joan Martorell (Joan Martorell i Montells 1833-1906) (wd)
- Rafael Masó (Rafael Masó i Valentí 1880-1935) (wd)
- Josep Lluis Mateo (1949-1974) (wd)
- Fèlix Mercader (1892-1949) (wd)
- Josep Miàs Gifre (1966-) (wd)
- Enric Miralles (Enric Miralles Moya 1955-2000) (wd)
- Francesc Mitjans (Francesc Mitjans i Miró 1909-2006)
- Cebrià de Montoliu (Cebrià de Montoliu i de Togores 1873-1923) (wd)
- Enrique Nieto (Enrique Nieto y Nieto 1880-1954) (wd)
- Josep Maria Pericas (Josep Maria Pericas i Morros 1881-1966) (wd)
- Carme Pigem (Carme Pigem Barceló 1962-) (wd)
- Carme Pinós (1958-) (wd)
- Isidre Puig Boada (1891–1987) (wd)
- Josep Puig i Cadafalch (1867–1956) (wd)
- Salvador Valeri (Salvador Valeri i Pupurull 1873–1954) (wd)
- José Grases Riera (1850–1919) (wd)
- Elies Rogent (Elies Rogent i Amat 1821–1897) (wd)
- Antoni Rovira i Trias (1816–1889)
- Antoni Rovira i Rabassa (1845-1919) (wd)
- Joan Rubió (Joan Rubió y Bellver 1870–1952) (wd)
- Maria Rubert de Ventós (1956-) (wd)
- Eduardo Saavedra (Eduardo Saavedra y Moragas 1829–1912) (wd)
- Enric Sagnier (Enric Sagnier i Villavecchia 1858–1931) (wd)
- Guillem Sagrera (kb. 1380–1456) (wd)
- Guillem Seguer (14. század) (wd)
- Josep Lluís Sert (Josep Lluís Sert i López 1902–1983) (wd)
- Ignasi de Solà-Morales (Ignasi de Solà-Morales Rubió 1942–2001) (wd)
- Domènec Sugrañes (Domènec Sugrañes i Gras 1878–1938) (wd)
- Xavier Vilalta (1980– ) (wd)
- José Vilaseca (José Vilaseca i Casanovas (1848-1910) (wd)